# Сахновцы (Староконстантиновский район)
Сахновцы (укр. Сахнівці) — село в Староконстантиновском районе Хмельницкой области Украины.
Население по переписи 2001 года составляло 1029 человек. В 2019 году население составляло 850 человек, количество населения продолжает уменьшаться. Почтовый индекс — 31134. Телефонный код — 3854. Занимает площадь 2,535 км². Код КОАТУУ — 6824287701.

## Местный совет
31134, Хмельницкая обл., Староконстантиновский р-н, с. Сахновцы